# Семёнова, Клавдия Фёдоровна
Клавдия Фёдоровна Семёнова (1922—1988) — советский работник строительной отрасли, Герой Социалистического Труда.

## Биография
Родилась в 1922 году (по другим данным 31 декабря 1923 года) в селе Боровики Псковской губернии (ныне — Псковской области) в крестьянской семье.
Трудиться начала в рыбтресте города Аральска Кзыл-Ординской области Казахской ССР (ныне Республики Казахстан). Затем работала учеником штукатура в городе Лениногорске (ныне — Риддер) Восточно-Казахстанской области. С 1949 года — бригадир штукатуров-отделочников ТЭЦстроя треста «Лениногорсксвинецстрой».
Под руководством Клавдии Фёдоровны её бригада первой в тресте поддержала начинание москвичей и завоевала звание коллектива коммунистического труда, постоянно оправдывая это высокое звание. Плановые задания выполняла на 115—134 процента. По инициативе Семёновой бригада одна из первых перешла на хозяйственный расчёт и повела за собой другие коллективы. Принимала участие в строительстве свинцового завода, обогатительной фабрики, электростанции, бытовых комбинатов, жилых домов и других сооружений. В 1960 году строили объекты большой химии нового цинкового завода (ныне компания «Казцинк»).
Указом Президиума Верховного Совета СССР от 7 марта 1960 года в ознаменование 50-летия Международного женского дня, за выдающиеся достижения в труде и особо плодотворную общественную деятельность Семёновой Клавдии Фёдоровне было присвоено звание Героя Социалистического Труда с вручением ордена Ленина и золотой медали «Серп и Молот».
Будучи членом КПСС, избиралась депутатом Верховного Совета Казахской ССР двух созывов[уточнить], неоднократно была депутатом Восточно-Казахстанского областного и Лениногорского городского Советов депутатов трудящихся членом Лениногорского горкома Компартии Казахстана, а также делегатом партийных[уточнить] и профсоюзных конференций и членом месткома, являлась руководителем женсовета строительного управления «Заводстроя».
По выходу на пенсию, проживала в городе Лениногорске, где умерла в 1988 году.
К. Ф. Семёнова была награждена медалями, знаками отличия «Отличный штукатур» и «Отличный строитель». Награждалась Почетными грамотами, удостоена звания почетного строителя. Стала Почётным гражданином города Лениногорска (12.10.1967).
Её именем названа одна из улиц города Риддер Республики Казахстан. В Государственном архиве Восточно-Казахстанской области имеются документы, относящиеся к К. Ф. Семёновой.